# Киђи ваза
Киђи ваза (итал. Chigi) је керамичка посуда која је најбољи пример протокоринтског стила, карактеристичног за грчке сликане вазе које се јављају крајем 7. века п. н. е. Киђи ваза је откривена 1881. године у етрурској гробници у (итал. Monte Aguzzo), близу Чезене, а данас се налази у Националном етрурском музеју у Риму. Датује се у 650/640. годину п. н. е.
На Киђи вази су приказани јасни облици фигура, сједињени са декорацијама. У редовима су приказане митолошке сцене (Парисова пресуда), затим из свакодневног живота (лов) и борбе, која је приказана у главној композицији.
На вази су приказани и детаљи, попут војника који се наоружава или ратници који се придружују војсци. 